# Joseph Michel Félicité Vincent Robineau de Bougon
Pour les articles homonymes, voir Robineau et Bougon.
Joseph Michel Félicité Vincent Robineau de Bougon est un homme politique français né le 8 février 1773 à Bouguenais (Province de Bretagne) et mort le 15 avril 1862 à La Cornuaille (Maine-et-Loire).

## Biographie
Joseph Michel Félicité Vincent Robineau de Bougon  est le fils de François Joseph Robineau, chevalier, sieur de Bougon, seigneur de Bouguenais et autres lieux, mousquetaire de la garde du Roi, et de Louise Antoinette Michelle de L'Esperonnière, dame de Vritz. Il est le frère de Jérôme Robineau de Bougon et l'oncle de Louis Juchault de Lamoricière.
Après une carrière dans l'armée, la quittant avec le grade de capitaine, il devient colonel de la garde nationale de Nantes. Il préside la Société académique en 1830.
Il est député de Loire-Inférieure du 21 juin 1834 au 3 octobre 1837, siégeant dans le Tiers-Parti.

## Sources
- « Joseph Michel Félicité Vincent Robineau de Bougon », dans Adolphe Robert et Gaston Cougny, Dictionnaire des parlementaires français, Edgar Bourloton, 1889-1891 [détail de l’édition]